# 사뭇송크람 FC
사뭇송크람 FC(태국어: สมุทรสงคราม เอฟซี, 영어: Samut Songkhram FC)는 2004년에 창단된 태국 사뭇송크람 주의 축구 클럽으로, 현재 태국 프리미어리그에서 활동하고 있다.

## 성적
- 태국 디비전 1 리그: 준우승 1회 (2007)